# Лиховський
Лиховський — місцевість міста Каменськ-Шахтинський Ростовської області Росії, колишнє селище міського типу.

## Географія
Місцевість Лиховське розташована за 18 км на північний захід від основної частини міста Каменськ-Шахтинський. Має завширшки не більш 2 км, при цьому витягнутий в довжину 3,5 км і поділений вздовж на дві частини, що розташовані на північ й на південь від великого залізничного вузла — станції Лиха. У південній частині Лиховського розташовані два мікрорайони: Черемушки (у східній частині) й 60-ті років Жовтня (на заході).
На південь від мікрорайону за 2,5 км розташовано хутір Лихий з населенням 3107 осіб (2002).
На південний схід від Лиховського протікає річка Лиха з природною межею Грушева балка на її правому березі.

## Історія
Селище Лиховське було засновано з початком будівництва станції Лиха біля козацького хутора Лихий. Станція почала діяти в 1872 році, з пуском в експлуатацію Воронізько-Ростовської залізниці, будівництво якої почалося у 1869 році.
На початку XX століття станція Лиха, з долученням залізниці «Лиха—Царицин», стає вузловою. Вузол зазнав великих руйнувань у період громадянської та німецько-радянської воєн.
Статус робітничого селища (селища міського типу) отримав з 1930 року. У 2005 році увійшов до складу міста Каменськ-Шахтинський.

## Населення
| Рік       | 1959  | 1970  | 1979  | 1989  | 2002  |
| Тенденція | ▼     | ▼     | ▲     | ▲     | ▼     |
| Мешканців | 16265 | 14567 | 14784 | 14878 | 13638 |

## Економіка
Великий залізничний вузол (станція Лиха) на перетині ліній «Москва⁣ — ⁣Ростов-на-Дону» і «Волгоград⁣ — ⁣Харків» є ключовим об'єктом селища і визначає галузь діяльності більшості лиховчан. У селищі, крім підприємств залізничного транспорту (близько 30 взаємопов'язаних вузлів і об'єктів, таких як ремонтні депо, локомотивне депо, електродепо, вагонне депо), є невеликі підприємства харчової та легкої промисловості (хлібокомбінат, олійниця, нафтобаза, лісоторгова база, вугільна заготівельна база, МТС тощо).

### Зайнятість населення
Значна частина мешканців Лиховського зайнята в обслуговуванні залізничного вузла та прилеглої до нього інфраструктури. Другий за чисельністю галуззю зайнятості лиховчан є вугільна промисловість. В районі розташовано ряд великих підприємств з видобутку вугілля та будівельного каменю.

### Залізничний вузол

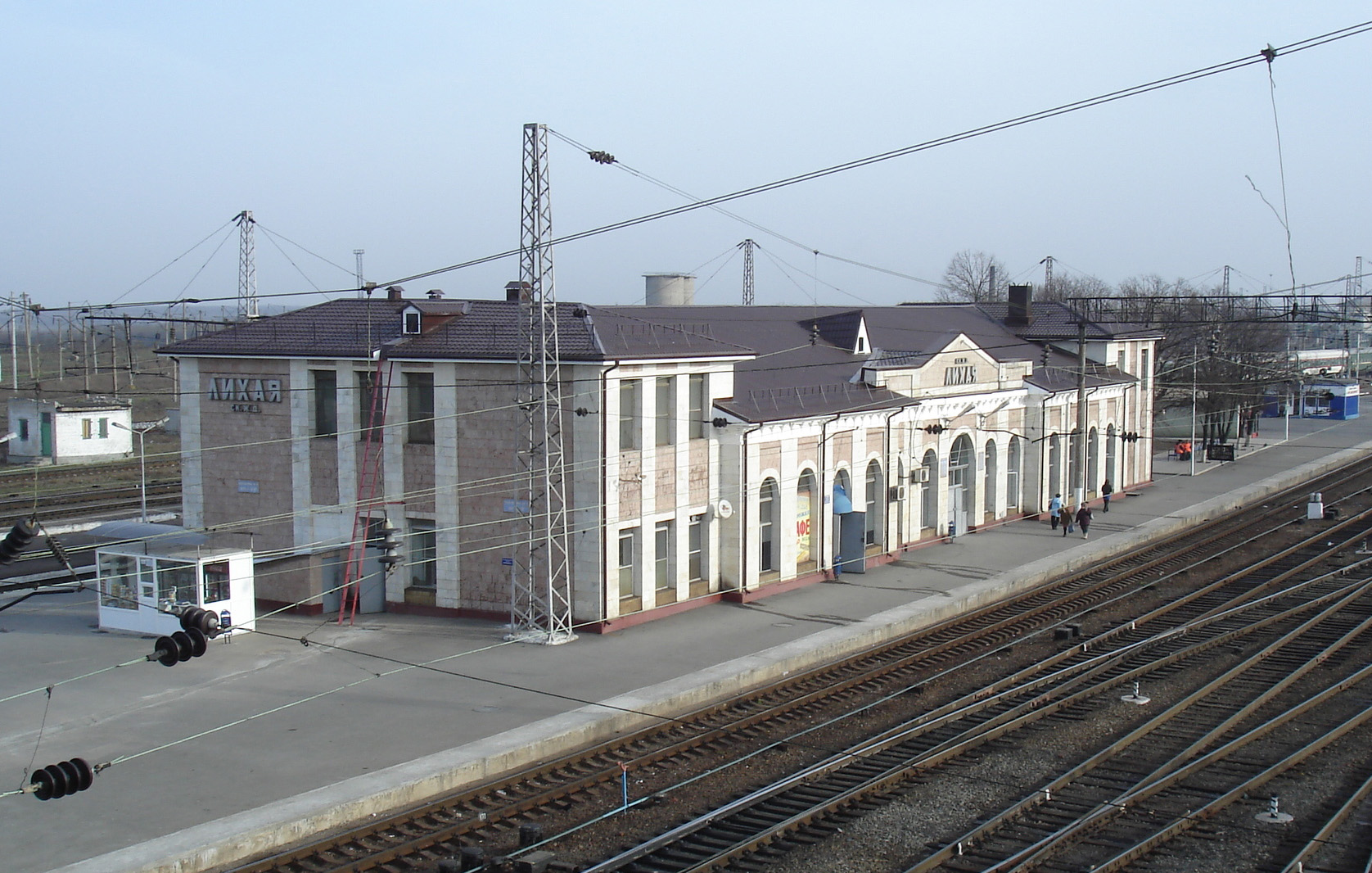
Станція Лиха

Через Лиховське купсують поїзди напряму «Центр-Південь» та «Схід-Південь», а також проходить гілка, що йде на схід до Волгограду й на захід в Україну (через місто Гукове).
Великий залізничний вузол щодня приймає 200 пасажирських й 240 вантажних поїздів.

### Автомобільний вузол
За 7 км на північний схід від Лиховського розташований перетин двох великих трас Федерального значення, траси М-21 з трасою М-4 «Дон».

## Культура і освіта

### Освітні установи
На території мікрорайону розташовано 4 середні загальноосвітні школи:
- Школа № 17 (повна середня освіта), раніше носила № 34.
- Школа № 35 (неповна середня освіта), зараз школа не існує. Там працюють тільки дитячі гуртки.
- Школа № 20 (неповна середня освіта)
- Школа № 18 (повна середня освіта)

Ці школи спочатку були відомчими навчальними закладами Північно-Кавказької залізниці МПС Росії, а 8 липня 2002 року були передані у відання обласних державних освітніх установ Ростовської області.

#### Технікум
У 1993 році в селищі Лиховському було відкрито навчально-консультаційний пункт Батайського технікуму залізничного транспорту.
У 1999 році УКП був перетворено на Лиховську філію Батайського технікуму залізничного транспорту. У 2001 році в Лиховська філія БТЗТ передано Ростовському технікуму як філію з найменуванням Лиховська філія Ростовського технікуму залізничного транспорту. 2008 року Лиховський технікум залізничного транспорту став самостійним навчальним закладом.
.

### Культурно-розважальні установи
У Лиховському є Будинок культури залізничників, при якому організовані різні театральні, танцювальні, художні колективи, заняття в яких ведуться за напрямами: «мистецтво вокалу», «хореографічне мистецтво», «естрадне мистецтво», «мистецтво народів світу; фольклор», «спортивні бальні танці». Також на базі БК Залізничників організовуються спортивні секції для дітей і підлітків.
У Лиховському є 2 парки відпочинку:
- Парк залізничників, на території якого розташовано літній театр, кілька комплексів з дитячими майданчиками і атракціонами, Станція юного техніка (СЮТ-2).
- Парк Перемоги, на території парку розташовано 3 меморіальних комплекси (1-й при вході в парк, 2-й в центральній частині парку, 3-й на південному сході парку) і вічний вогонь поруч з центральним меморіалом «Скорботна мати». На території парку є плавальний басейн. У східній частині парку розташовано стадіон «Прогрес», що знаходиться в занепаді.

В селищі є будівельний магазин, що розмістився в колишньому приміщенні кінотеатру «Батьківщина».
У березні 1956 року у Лиховському відкрито дитячу селищну бібліотеку. Зі Звєрєвської районної бібліотеки був переданий книжковий фонд в кількості 3950 примірників. На той момент фонд становить понад 23 тисячі книг і брошур.

### Релігія
У 2000 році в Лиховському було відкрито Свято-Преображенський молитовний будинок. У 2010 році будівля молитовного будинку було знесено.
У 2016 році біля парку Побєди споруджений дерев'яний храм на честь Андрія Первозванного.

## Пам'ятки
2 серпня 1986 року в селищі у ДК залізничників встановлено пам'ятник паротягу. На вічну стоянку встановлений паровоз серії Л під номером 2 (Л-0002), виготовлений наприкінці 1945 року на Коломенському заводі в Підмосков'ї.
Селищний парк Побєди містить 2 пам'ятки: «Скорбна мати» і «Зенітка часів Великої Вітчизняної війни».
В околицях селища є кілька археологічних пам'яток:
- Курган «Божковка»;
- Курган «Постовой I»;
- Курган «Постової II»;
- Група з чотирьох курганів «Постовой II»;
- Курган «Передмостя»;
- Могильник ґрунтового поховання «Горілий».

## Медичні установи
У 1983 році в селищі Лиховському було збудовано п'ятиповерхову будівлю лікарні на 300 ліжок з відділеннями хірургії, реанімації, гінекології. У цьому ж будинку була відкрилася поліклініка. У 1984 році додалися пологове, дитяче, терапевтичне, кардіологічне та неврологічне відділення.
На початок 2010-х в мікрорайоні існує 2 лікарні й 1 пункт швидкої допомоги. Поліклініка у залізничному парку була знесена й тепер територія порожня.

## Пізнавальне

### Популярність в Росії
Лиховське досить широко відоме мешканцям Росії, що подорожують залізничним транспортом на південь, завдяки станції Лиха. Це велика залізнична станція, на якій зупиняються практично всі пасажирські поїзди, у тому числі і експреси, а більшість поїздів далекого прямування мають тут тривалу зупинку.

### Згадка про станції Лиха в художній літературі
Залізничний вузол Лиха згадується льотчиком-асом Покришкіним А. В. у книзі «Пізнати себе в бою». У главі «В боях за Кавказ» описується епізод, у якому головний герой приймає нерівний бій з німецькими винищувачами-бомбардувальниками, які летять бомбити залізничний вузол Лиховської.

### Лиховський або Каменський
Велику автомагістральну розв'язку, вибудувану на місці перетину трас федерального значення М-4 з М-21 і залізничної лінії, що прямує на схід до Волгограду, та розташовано у безпосередній близькості до Лиховської, мешканці Каменськ-Шахтинського називають «Лиховським мостом», а мешканці Лиховського називають «Каменським».